# П'яченца
П'яченца (італ. Piacenza) — місто та муніципалітет в Італії, у регіоні Емілія-Романья, столиця провінції П'яченца. Населення — 102 269 осіб (2014). Щорічний фестиваль відбувається 4 липня. Покровитель — свята Юстина.

## Назва
- П'яче́нца (італ. Piacenza, МФА: [pja'ʧɛnʦa]) — сучасна назва.
- Плаце́нція, або Плаце́нтія (лат. Placentia) — латинська назва.
- Піяче́нца — староукраїнська назва.

## Географія
П'яченца розташована на відстані близько 420 км на північний захід від Рима, 145 км на північний захід від Болоньї.

## Історія
- Герцогство Парма

## Населення
Населення за роками:

Станом на 1 січня 2023 року в муніципалітеті офіційно проживало 19 669 іноземців з 127 країн, серед них 3300 громадян країн Євросоюзу та 1037 громадян України.

## Сусідні муніципалітети
- Календаско
- Каорсо
- Казелле-Ланді
- Корно-Джовіне
- Госсоленго
- Граньяно-Требб'єнсе
- Поденцано
- Понтенуре
- Роттофрено
- Сан-Рокко-аль-Порто
- Санто-Стефано-Лодіджано

## Відомі особистості
У поселенні народився:
- Барбара Кьяппіні (* 1974) — італійська акторка, фотомодель.

## Галерея зображень

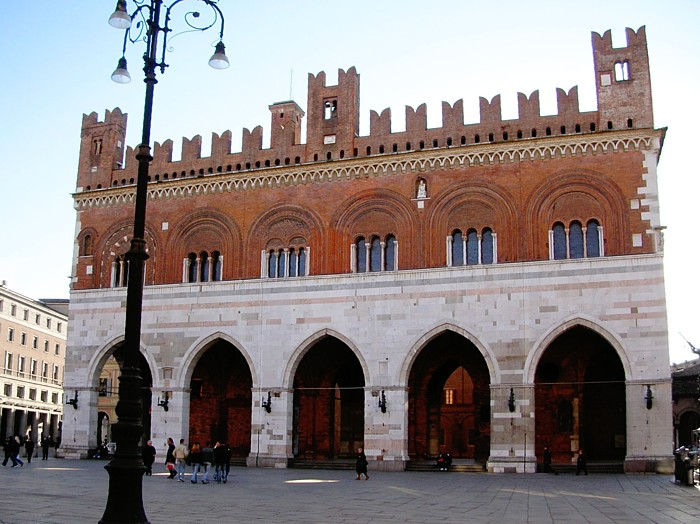
Палаццо Комунелє
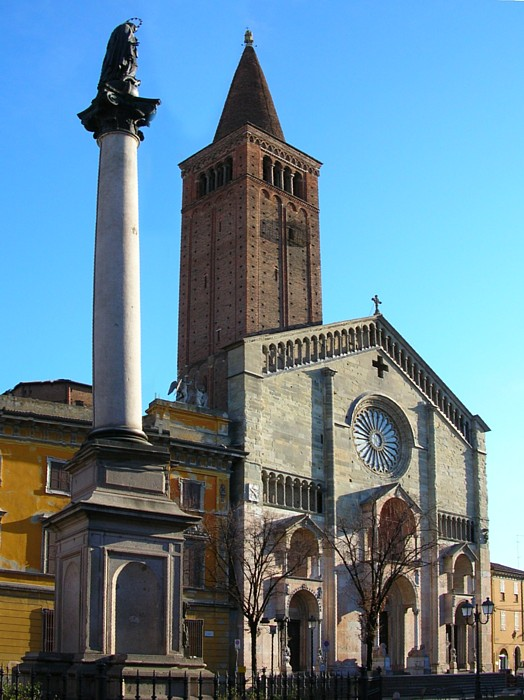
Катедральний собор
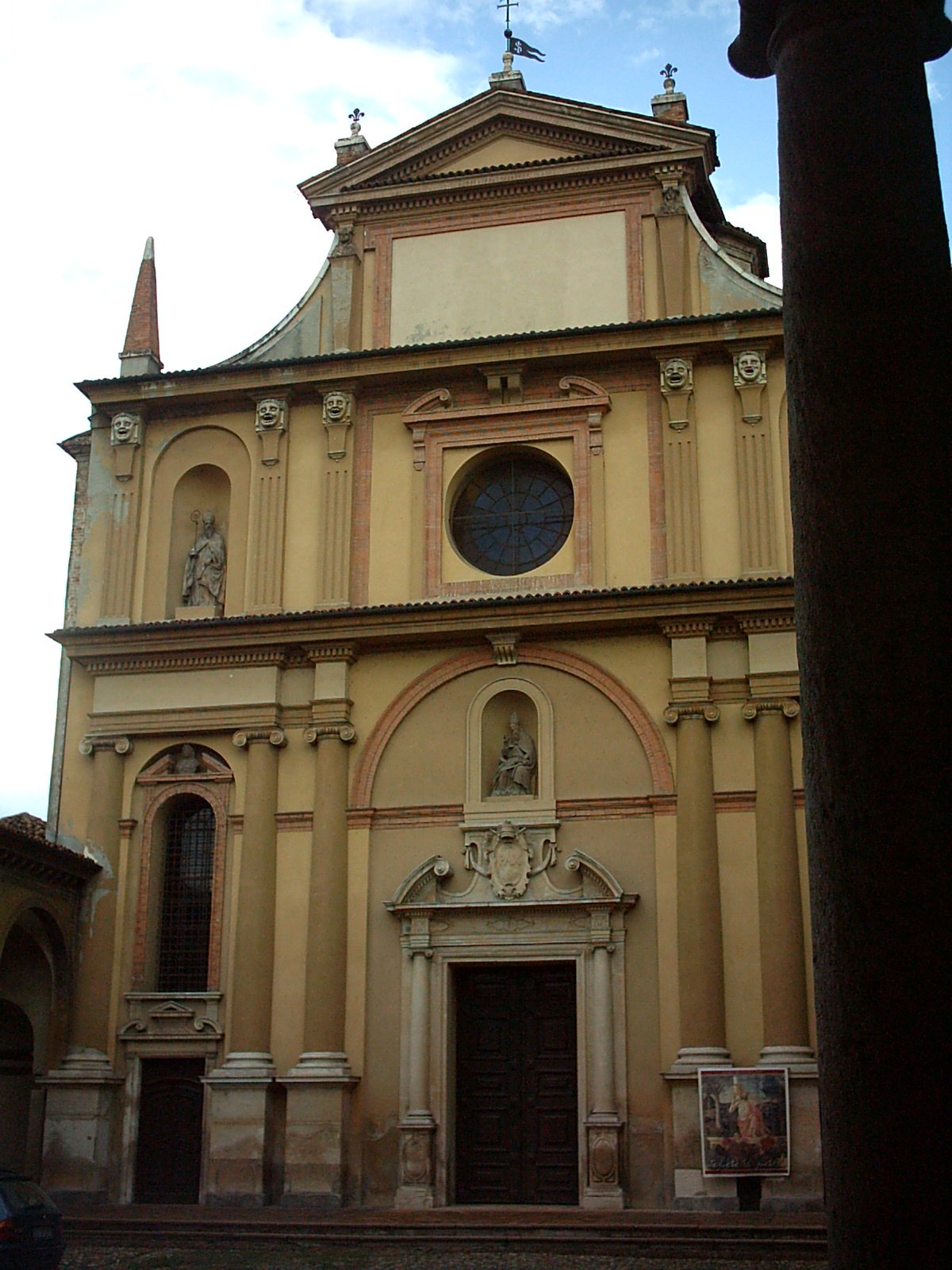
Церква святого Сікста (П'яченца)
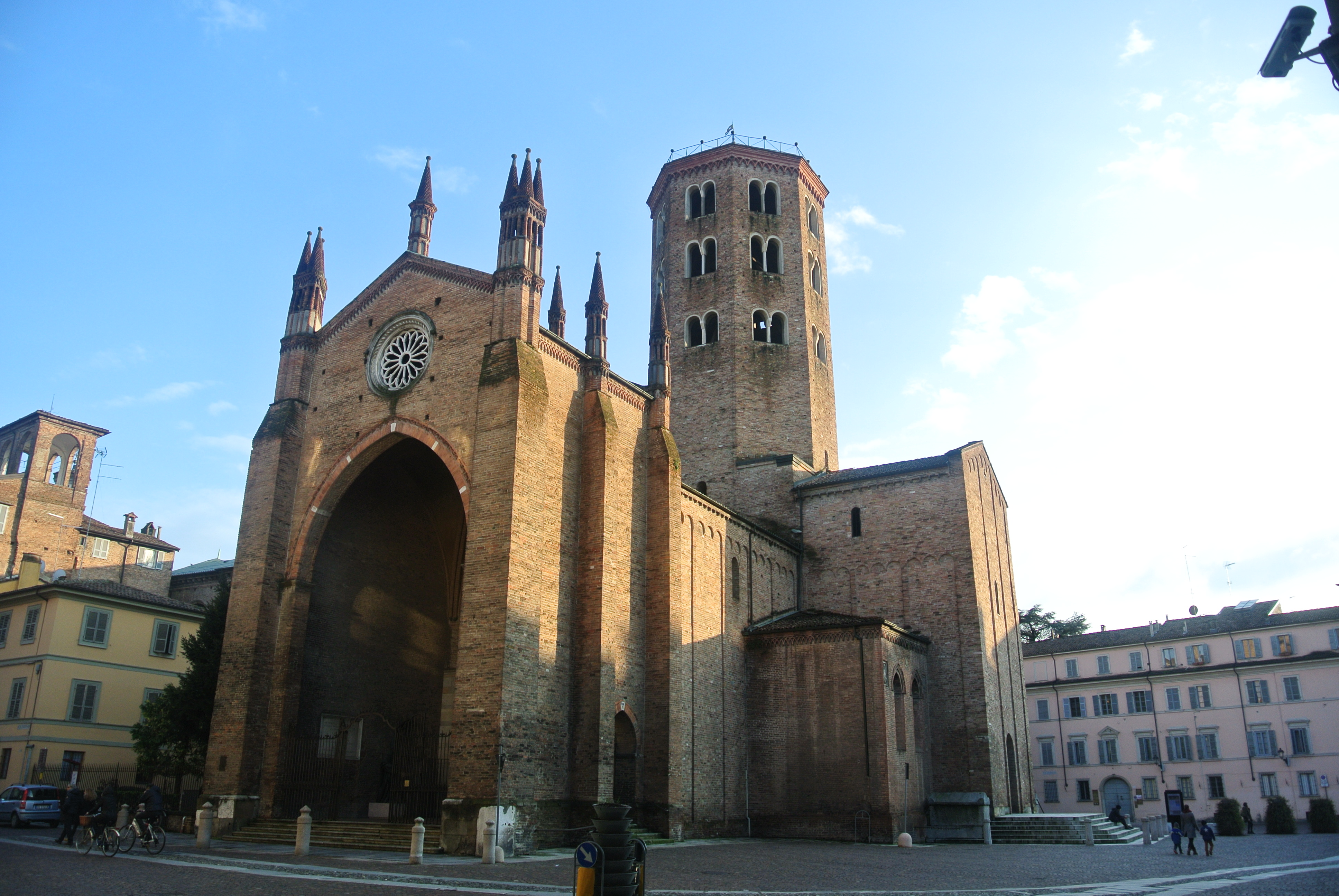
Базиліка Сан Антоніо
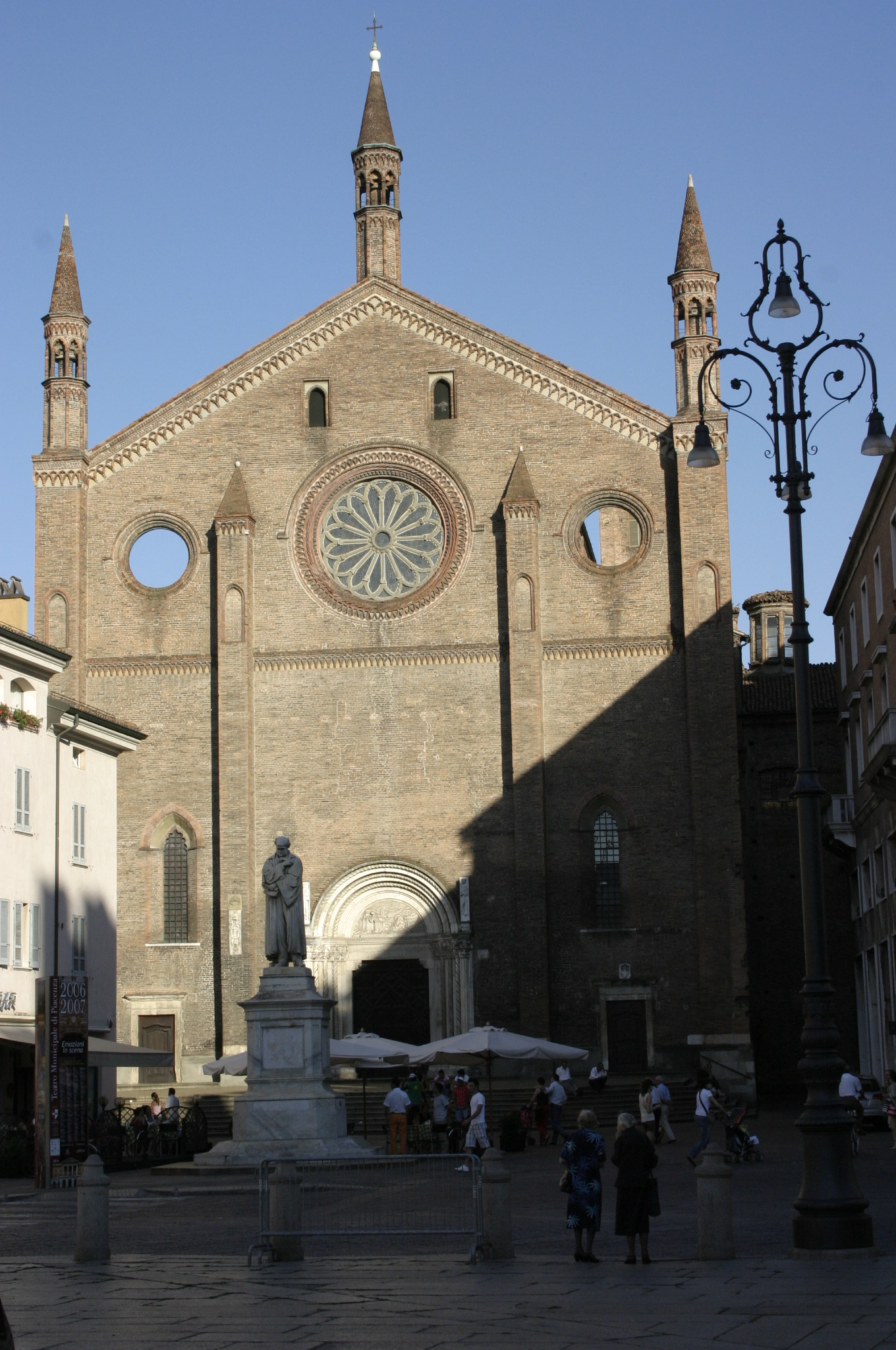
Церква Сан Франческо
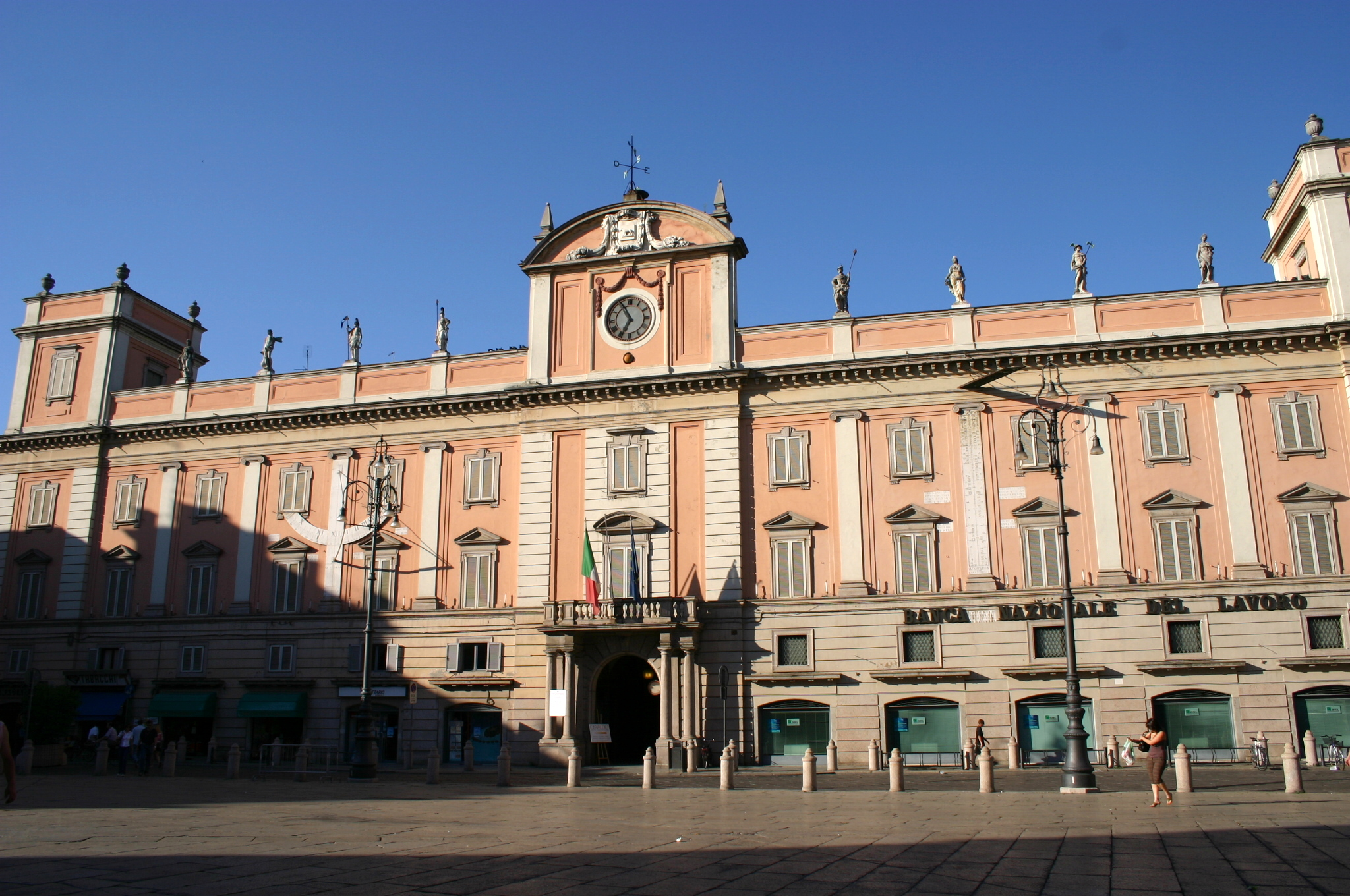
Палац губернатора
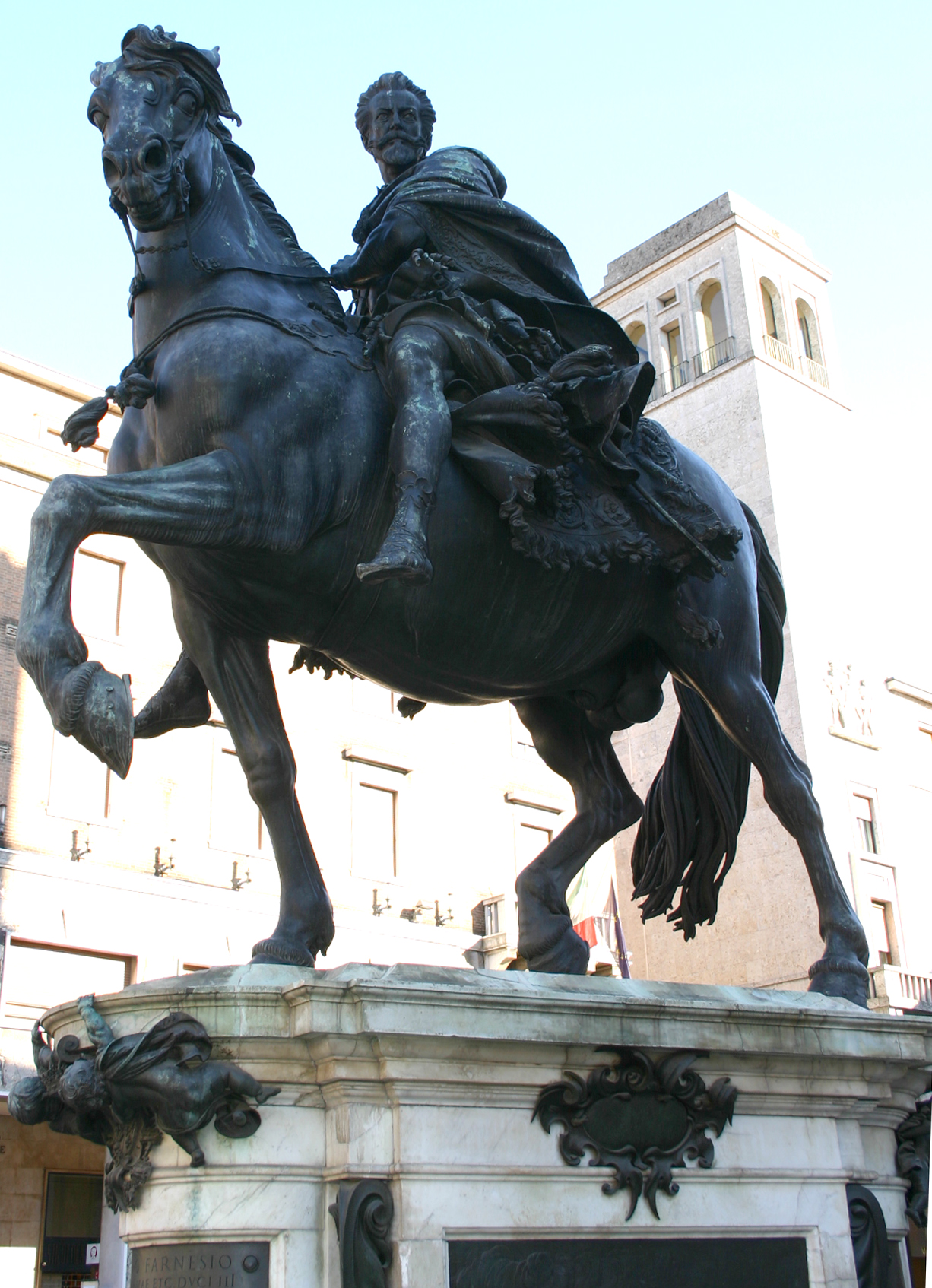
Кінний монумент князю Алессандро Фарнезе
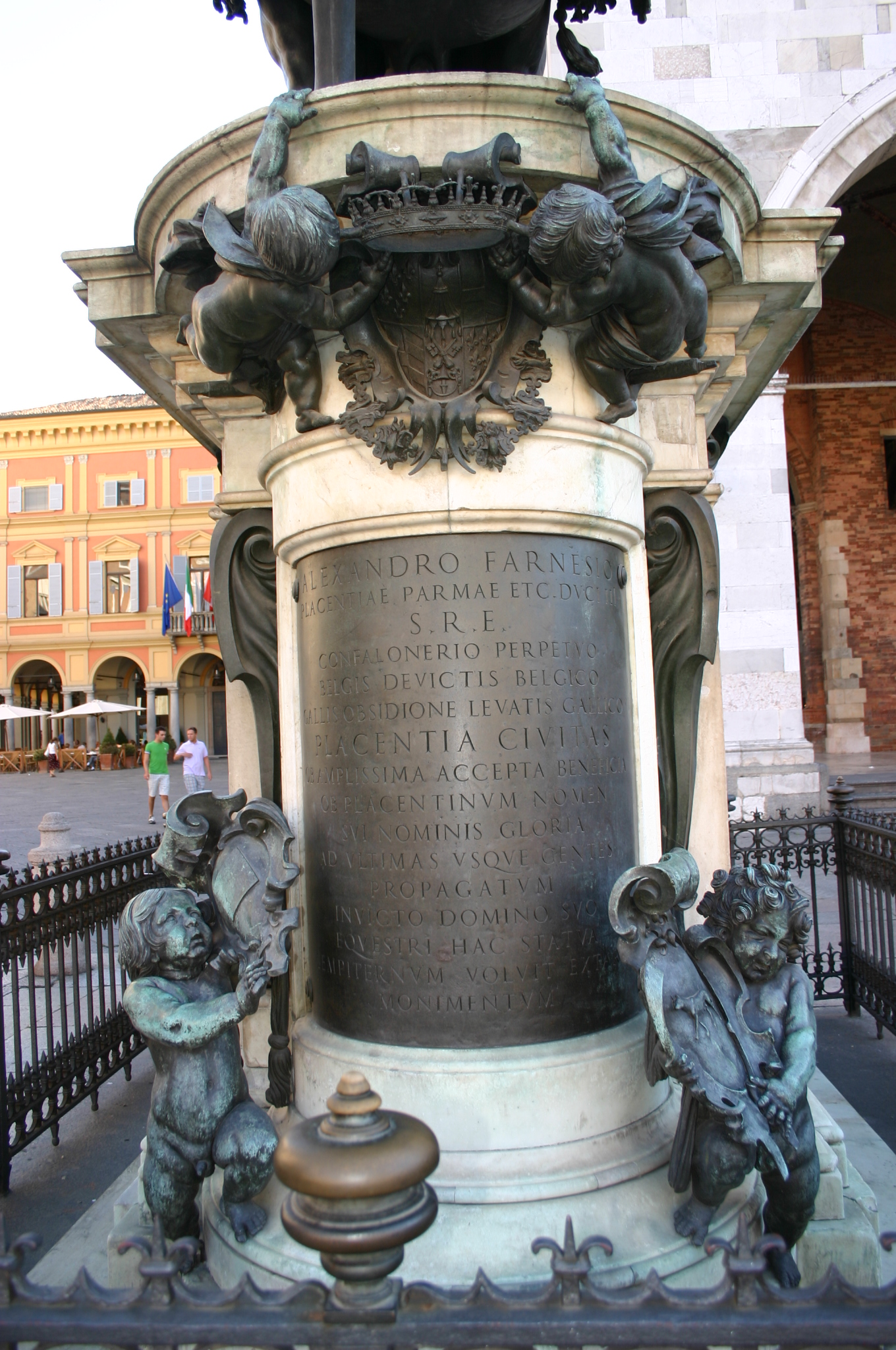
Путті з гербам. Постамент кінного монумента князю Алессандро Фарнезе
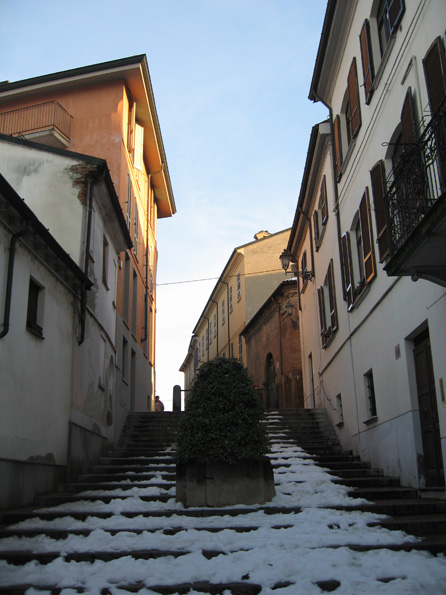
Сходинки